# اودورووتسی
اودورووتسی (به بلغاری: Odorovtsi) یک منطقهٔ مسکونی در بلغارستان است که در شهرستان بروسارتسی واقع شده‌است.